# Trinacromerum
Trinacromerum là một chi thằn lằn cổ rắn, được Cragin mô tả khoa học năm 1888.